# Agylla dirabdus
Agylla dirabdus là một loài bướm đêm thuộc phân họ Arctiinae, họ Erebidae.